# Car-Man
Car-Man (russisch Кар-мэн, dt. Kar-men) ist eine russische Pop-Gruppe (aus UdSSR-Zeiten). Der Frontmann der Band war Sergei Lemoch (russisch Сергей Лемох). Car-Man gehörte, neben Na-Na, Anfang der 1990er Jahre zu den modernen und populären Pop-Gruppen in Russland.
Die Gruppe hat eine Vorliebe für den Westen und nutzt auch in den eigenen Liedern und Songtiteln vermehrt die englische Sprache. Sie nutzen auch Raga-Rock-Elemente und haben Lieder u. a. über weltweite Metropolen (London, Paris, Istanbul, San Francisco, Delhi u. a.). Bis heute erschienen zehn Alben der Band.

## Diskografie
Alben
- 1990: Вокруг света (dt. „Rund um die Welt“)
- 1991: Кармания (Carmania)
- 1994: Дизельный Туман
- 1994: Русская массированная звуковая агрессия (dt. „Russische massive Sound-Aggression“)
- 1994: Live ...
- 1996: Твоя сексуальная штучка (dt. „Dein Sexspielzeug“)
- 1998: Король диска (dt. „Der Disco-König“)
- 1999: Назад в будущее (Back to future) (Remixalbum)
- 2008: Нитро (dt. „Nitro“)
- 2014: Ультразвук (Сборник Ремиксов) (Remixalbum)
- 2020: 020 Бит

Solo-Alben
- 1997: Поларис (dt. „Polaris“)

Bekannte Lieder/Hits
- Лондон, гуд бай (en. „London Goodbye“)
- Чио-Чио-Сан (dt. „Cio-Cio-San“)
- Чао, бамбино (it. „Ciao, Bambino“)
- Сан-Франциско (dt. „San Francisco“)
- В Багдаде всё спокойно (dt. „In Bagdad ist alles ruhig“)